# Owura Edwards
Owura Nsiah Edwards (Bristol, 10 aprile 2001) è un calciatore inglese, attaccante del Colchester Utd.

## Biografia
Suo fratello maggiore Opi è a sua volta un calciatore professionista.

## Carriera
Edwards inizia la carriera nelle giovanili del Newport County, dove rimane fino al febbraio del 2019, quando viene ceduto in prestito fino a fine stagione al Mangotsfield Utd, club della Division One della Southern Football League (ottava divisione inglese). Nell'estate dello stesso anno si trasferisce al Bristol City, che lo gira subito in prestito per l'intera stagione 2019-2020 (poi ridotta in durata per via della pandemia di COVID-19) al Bath City, club di National League South (sesta divisione), con il quale Edwards gioca tre partite di campionato.
Nel settembre del 2020 viene ceduto in prestito al Grimsby Town, in League Two, ma, dopo aver segnato un gol in 17 partite di campionato, il 31 dicembre 2020 a seguito dell'esonero di Ian Holloway, il suo prestito e quello del compagno di squadra James Morton vengono interrotti, determinandone il rientro anticipato al Bristol City. Il 23 gennaio debutta con il Bristol City in una partita di FA Cup contro il Millwall, mentre il successivo 30 gennaio gioca la sua prima partita in Championship, disputando l'incontro perso per 1-0 contro il Derby County; nel resto della stagione gioca poi altre due partite in campionato. Nell'estate del 2021 passa poi in prestito all'Exeter City, altro club di quarta divisione; nel gennaio del 2022, dopo 10 partite, il prestito ai Grecians viene interrotto, ed il centrocampista viene subito dopo ceduto nuovamente in prestito in quarta divisione, questa volta al Colchester Utd, con cui nella seconda metà della stagione realizza tre reti in 13 partite di campionato. Il 26 giugno 2022 passa in prestito al Ross County, squadra della Scottish Premiership, per l'intera durata della stagione 2022-2023; durante la stagione segna 3 reti in 29 partite di campionato, contribuendo così alla salvezza del club. Torna poi per fine prestito al Bristol City, che il 1º settembre 2023, ovvero nell'ultimo giorno della sessione estiva del calciomercato, lo cede a titolo definitivo al Colchester United, nella quarta divisione inglese; qui nel corso della stagione 2023-2024 trova tuttavia poco spazio, venendo schierato in campo solamente in 7 occasioni (6 presenze in campionato ed una presenza nel Football League Trophy).

## Statistiche

### Presenze e reti nei club
Statistiche aggiornate al 6 maggio 2023.
| Stagione        | Squadra             | Campionato      | Campionato | Campionato | Coppe nazionali | Coppe nazionali | Coppe nazionali | Coppe continentali | Coppe continentali | Coppe continentali | Altre coppe | Altre coppe | Altre coppe | Totale | Totale |
| Stagione        | Squadra             | Comp            | Pres       | Reti       | Comp            | Pres            | Reti            | Comp               | Pres               | Reti               | Comp        | Pres        | Reti        | Pres   | Reti   |
| --------------- | ------------------- | --------------- | ---------- | ---------- | --------------- | --------------- | --------------- | ------------------ | ------------------ | ------------------ | ----------- | ----------- | ----------- | ------ | ------ |
| feb.-mag. 2019  | Mangotsfield United | SFL             | 3          | 0          | FACup           | -               | -               |                    | -                  | -                  | FAT         | -           | -           | 3      | 0      |
| 2019-2020       | Bath City           | NLS             | 3          | 0          | FACup           | 0               | 0               |                    | -                  | -                  | FAT         | 0           | 0           | 3      | 0      |
| set.-dic. 2020  | Grimsby Town        | FL2             | 17         | 1          | FACup+CdL       | 0+1             | 0               |                    | -                  | -                  | FLT         | 2           | 0           | 20     | 1      |
| dic. 2020-2021  | Bristol City        | FLC             | 3          | 0          | FACup+CdL       | 1+0             | 0               |                    | -                  | -                  |             | -           | -           | 4      | 0      |
| 2021-gen. 2022  | Exeter City         | FL2             | 10         | 0          | FACup+CdL       | 3+0             | 0               |                    | -                  | -                  | FLT         | 4           | 0           | 17     | 0      |
| gen.-mag. 2022  | Colchester United   | FL2             | 13         | 3          | FACup+CdL       | -               | -               |                    | -                  | -                  | FLT         | -           | -           | 13     | 3      |
| 2022-2023       | Ross County         | SP              | 27         | 3          | CS+CdL          | 1+5             | 0+2             |                    | -                  | -                  |             | -           | -           | 33     | 5      |
| Totale carriera | Totale carriera     | Totale carriera | 76         | 7          |                 | 11              | 2               |                    | -                  | -                  |             | 6           | 0           | 93     | 9      |